# Gerzen

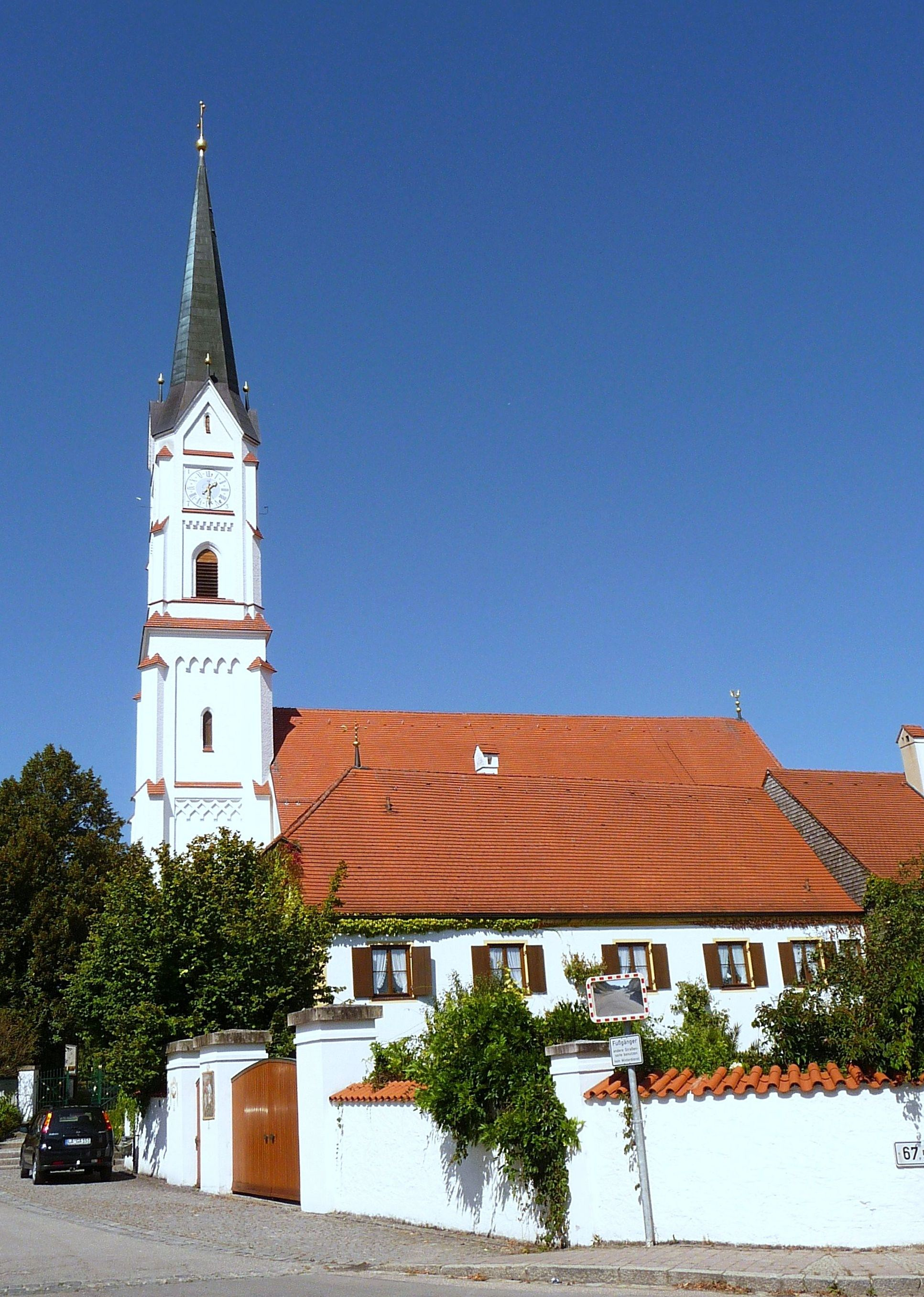
Die Pfarrkirche St. Georg

Gerzen ist eine Gemeinde im niederbayerischen Landkreis Landshut.

## Geografie
Die Gemeinde liegt in der Region Landshut im Vilstal, etwa 10 Kilometer nordöstlich der Stadt Vilsbiburg.

### Gemeindegliederung
Es gibt 28 Gemeindeteile (in Klammern ist der Siedlungstyp angegeben):
- Ay (Einöde)
- Berg (Einöde)
- Brunnad (Dorf)
- Germ (Einöde)
- Gerzen (Pfarrdorf)
- Gmain (Einöde)
- Haubertshub (Einöde)
- Hölzlgrub (Einöde)
- Kammersöd (Einöde)
- Lichtenhaag (Kirchdorf)
- Mais (Einöde)
- Mangern (Dorf)
- Meiselsöd (Einöde)
- Neueck (Einöde)
- Oberhof (Einöde)
- Offensberg (Einöde)
- Onichreit (Weiler)
- Paradies (Einöde)
- Pelzgarten (Einöde)
- Plaika (Weiler)
- Reismühle (Einöde)
- Resenöd (Einöde)
- Rutting (Weiler)
- Schlicht (Einöde)
- Sommerau (Weiler)
- Vilssattling (Kirchdorf)
- Weinberg (Einöde)
- Wochenreit (Einöde)

Es gibt die Gemarkungen Gerzen, Jesendorf und Lichtenhaag.

## Geschichte

### Bis zur Gemeindegründung
Gerzen (früher zuweilen auch Görzen) ist einer der ältesten Orte im Vilstal. Es wurde erstmals 887 als „Jorcin“ erwähnt und war im Besitz der fränkischen Könige. Im frühen 14. Jahrhundert verlieh König Ludwig IV. Gerzen das Marktrecht. Nach 1521 wurde die Hofmark Gerzen gebildet, deren Zentrum das Schloss Gerzen und der rechteckige Marktplatz waren. Von 1597 bis 1819 übten in der Hofmark die Freiherren von Vieregg die niedere Gerichtsbarkeit und Grundherrschaft in Gerzen und Mangern aus. 1833 wurde sie vom früheren bayerischen Staats- und Konferenzminister Maximilian von Montgelas erworben.
Im Zuge der Verwaltungsreformen in Bayern entstand mit dem Gemeindeedikt von 1818 die heutige Gemeinde.

### Gebietsreform
Die Gemeindegebietsreform brachte am 1. Mai 1978 die Eingemeindung von Lichtenhaag und die Eingliederung der Gemeindeteile Gmain, Paradies, Reismühle, Resenöd und Rutting aus der Nachbargemeinde Kröning.
Gleichzeitig wurde aus den Gemeinden Gerzen, Aham, Kröning und Schalkham die Verwaltungsgemeinschaft Gerzen gebildet.
1981 wurde zuerst  Prading ausgegliedert an die Stadt Vilsbiburg und dann noch 1984 die Orte Ay, Hartlsöd, Neißl, Oberhof und Schlicht. 1985 wechselten Ay, Oberhof und Schlicht wieder zurück nach Gerzen. 1984 wurde Krüglmühle nach Kröning ausgegliedert.

### Einwohner
Gemäß Bayerischem Landesamt für Statistik  haben sich die Einwohnerzahlen jeweils zum 31. Dezember eines Jahres wie folgt entwickelt:
| Stand | Einwohner |
| ----- | --------- |
| 1960  | 1579      |
| 1970  | 1600      |
| 1980  | 1700      |
| 1990  | 1948      |
| 1995  | 1848      |

| Stand | Einwohner |
| ----- | --------- |
| 2000  | 1823      |
| 2005  | 1787      |
| 2010  | 1695      |
| 2015  | 1824      |

Seit 1972, dem Jahr der Gemeindereform, hat sich die Einwohnerzahl bis 2015 um 195 Personen bzw. 11,97 Prozent erhöht.
| Alter         | Einwohner nach Alter |
| ------------- | -------------------- |
| jünger als 18 | 18,0 %               |
| 18 bis 29     | 12,0 %               |
| 30 bis 49     | 28,0 %               |
| 50 bis 64     | 22,2 %               |
| älter als 65  | 19,8 %               |

## Politik
Acht Monate nach Ende des Zweiten Weltkrieges fanden am 27. Januar 1946 die ersten Kommunalwahlen (Gemeinderatswahlen) in den kreisangehörigen Gemeinden Bayerns statt. In den Monaten April und Mai 1946 folgten noch die ersten Wahlen der Bürgermeister, Landräte sowie Kreistage. 2006 wurde das 60-jährige Jubiläum begangen.
Die Gemeinde Gerzen ist Mitglied in folgenden Zweckverbänden:
- Gewässerunterhaltungszweckverband Landshut-Kelheim-Dingolfing-Landau
- Regionaler Planungsverband Landshut
- Schulverband Gerzen
- Zweckverband Kinderbildung und Betreuung Aham-Gerzen-Schalkham
- Zweckverband Wasserversorgung Isar-Vils
- Zweckverband zur Wasserversorgung Mittlere Vils

Gerzen gehört zur Verwaltungsgemeinschaft Gerzen.

### Gemeinderat
Der Gemeinderat besteht aus 12 Personen. Die Kommunalwahl 2020 führte zu folgender Sitzverteilung im Gemeinderat:
- Freie Wähler 6 (6) Sitze
- CSU 6 (6) Sitze

Bei der Wahl waren 1543 Bürger stimmberechtigt. 1068 davon haben als Wähler teilgenommen, was einer Wahlbeteiligung von 69,2 Prozent entspricht.

### Bürgermeister
Bis 2020 war Maximilian von Montgelas (Freie Wähler) Bürgermeister. Bei den Kommunalwahlen 2020 wurde mit 600 von 1061 gültigen Stimmen Johann Luger (Freie Wähler) als Nachfolger zum Ersten Bürgermeister gewählt.
| Amtszeit | Bürgermeister                           |
| -------- | --------------------------------------- |
| bis 2014 | Manfred Kaschel (CSU)                   |
| bis 2020 | Maximilian von Montgelas (Freie Wähler) |

### Wappen
| Wappen von Gerzen | Blasonierung: „In Silber drei, zwei zu eins gestellte, vorwärts gekrümmte schwarze Haken, jeder schräglinks belegt mit einem geraden schwarzen Haken.“ |
| Wappen von Gerzen | Wappenbegründung: Das Wappen entspricht dem Stammwappen der Grafen von Vieregg (etwa aus der Zeit um 1356 bis 1400), einem aus Mecklenburg stammenden Rittergeschlecht, welche die Hofmark 1597 kauften und 222 Jahre im Besitz derer war. Das von der Gemeinde inoffiziell verwendete Wappen weicht von der amtlichen Blasonierung sowie dem historischen Wappen der Vieregg – vor allem im Hinblick der Tinktur (Farbe) der gemeinen Figuren – ab, zudem wird der heraldischen Farbregel widersprochen. Mit Beschluss des Gemeinderates und mit Zustimmung des Staatsministeriums des Innern führt Gerzen seit dem 12. Juni 1968 ein Wappen. |

## Baudenkmäler
Pfarrkirche St. Georg
Sie war ursprünglich spätromanisch: In den Jahren 1500 bis 1522 kam das nördliche Seitenschiff dazu, während das Mittelschiff erhöht und gewölbt wurde. 1872 bis 1882 erfolgte eine neugotische Umgestaltung, wobei das südliche Seitenschiff und der dreigeschossige Turm entstanden. Im Inneren ist vor allem ein Epitaph aus rotem Marmor für Alexander Leberskirchner († 1521), geschaffen von Stephan Rottaler aus Landshut von Bedeutung, außerdem eine spätgotische Pieta um 1500 und ein spätromanischer Taufstein.
Schloss Gerzen
Die Renaissance-Anlage des Schlosses stammt von 1562, die barocke Schlosskapelle von 1695. Der Schlosspark mit Umfriedung wurde 1903 angelegt. 1833 bis 2010 war es im Besitz derer von Montgelas, wurde dann in einen Gastronomiebetrieb umgebaut und erhielt im Dezember 2014 den Bayerischen Denkmalpflegepreis.
Schloss Lichtenhaag
Ein ehemaliges Hofmarksschloss im Ortsteil Lichtenhaag

## Bodendenkmäler
- Turmhügel Mangern

## Wirtschaft und Infrastruktur
Die Gemeindesteuereinnahmen betrugen im Jahr 1999 umgerechnet 888 T €, davon waren 76 T € Gewerbesteuereinnahmen. Die anstehende Sanierung des Ortskerns wird mit Geldern des Stadtbauprogramms vom Bayerischen Staatsministerium des Innern gefördert.
In Folge einer entsprechenden Bewertung der Wirtschaftskraft der Gemeinde sind die Schlüsselzuweisungen von 359.616 Euro im Jahr 2019 um 53,2 Prozent auf 550.932 Euro für das Jahr 2020 gestiegen.
| Zuweisungen an  | Jahr    | Jahr    | Jahr    | Jahr    | Jahr    | Jahr    |
| Zuweisungen an  | 2015    | 2016    | 2017    | 2018    | 2019    | 2020    |
| --------------- | ------- | ------- | ------- | ------- | ------- | ------- |
| Gemeinde Gerzen | 279.700 | 316.080 | 421.236 | 427.716 | 359.616 | 550.932 |

### Land- und Forstwirtschaft
Bestanden im Jahr 1999 noch 44 landwirtschaftliche Betriebe, ging deren Zahl bis 2010 auf 36 zurück.
| Betriebsgröße in ha | Anzahl der Betriebe | Anzahl der Betriebe |
| Betriebsgröße in ha | 1999                | 2010                |
| ------------------- | ------------------- | ------------------- |
| unter 5             | 5                   | 3                   |
| 5 bis unter 10      | 7                   | 3                   |
| 10 bis unter 20     | 12                  | 13                  |
| 20 bis unter 50     | 18                  | 14                  |
| 50 oder mehr        | 2                   | 3                   |
| Gesamt              | 44                  | 36                  |

### Bauen und Wohnen
| Gemeindeteil | Wohnbauflächen/ Dorfgebiet | gewerbliche Bauflächen | Ackerland |
| ------------ | -------------------------- | ---------------------- | --------- |
| Gerzen       | 180 €                      | 95 €                   | 15 €      |
| Lichtenhaag  | 160 €                      | 95 €                   | 15 €      |
| Vilssattling | 120 €                      | n. a.                  | 15 €      |

## Persönlichkeiten
- Matthäus von Vieregg (1719–1802), bayerischer Staatsmann, Minister des Äußeren
- Alfons Gaßner (1923–2001), (BP, CSU)
- Johann Gassenhuber (* 1937), Maler und Zeichner